# Піреус Банк МКБ
Піре́ус Ба́нк в Украї́ні (офіційна назва – акціонерне товариство «Піреус Банк МКБ») — український банк, згідно з класифікацією НБУ належить до групи банків з іноземною часткою в капіталі. Є частиною міжнародної банківської групи Піреус Банку (Piraeus Bank Group). Головний офіс банку знаходиться у місті Києві. Банк має ліцензію Національного банку України № 91 від 17.10.2011, яка дає йому право здійснювати банківську і фінансову діяльність в Україні. Позиціонує себе, як універсальний банк, надає широкий спектр банківських послуг як для фізичних осіб, так і для корпоративних клієнтів. 
В Україні Група Піреус Банку почала свою діяльність у вересні 2007 року після придбання Міжнародного Комерційного Банку (МКБ). АТ «Піреус Банк МКБ» є правонаступником ВАТ "Міжнародний комерційний банк".
Регіональна мережа Піреус Банк в Україні охоплює м. Київ, Дніпропетровську, Київську, Львівську, Одеську, Харківську, Хмельницьку, Івано-Франківську та Черкаську області.
Банк уповноважений Пенсійним фондом України здійснювати виплату пенсій і грошової допомоги, а також є учасником Фонду гарантування вкладів фізичних осіб. Піреус Банк є членом Форуму провідних міжнародних фінансових установ (FLIFI).

## Історія
Сучасний АТ "Піреус Банк МКБ" є правонаступником ВАТ "Міжнародний комерційний банк" (МКБ), який в свою чергу було утворено шляхом реорганізації заснованого 31.01.1993 року АБ "Левада". У 1999 до МКБ було приєднано комерційний банк "Таврія".
У вересні 2007 року грецький "Piraeus Bank S.A." (входить в Piraeus Bank Group) повідомив про завершення процесу придбання 99,6% акціонерного капіталу "Міжнародного комерційного банку". На початку 2008-го установа була перейменована в "Піреус Банк МКБ".
У 2020 року Піреус Банк в Україні в рамках співпраці уклав дві угоди з Європейським банком реконструкції і розвитку (ЄБРР), націлені на підтримку підприємств малого та середнього бізнесу. Піреус Банк уже тривалий час є учасником Програми Сприяння Торгівлі ЄБРР.
13 листопада 2020 року отримав кредит рефінансування від Національного банку України в розмірі 40 млн. грн.

## Piraeus Bank Group
Грецький "Піреус Банк" заснований в 1916 році. Протягом 1975-1991 рр. перебував у державній власності. У 1991 році банк було приватизовано. На сьогодні група має мережу філій, відділень та представництв у Греції, Україні, Румунії, Болгарії, Єгипті, Албанії, Сербії, Кіпрі, а також у США (Нью-Йорк) і Великій Британії (Лондоні), група нараховує понад 10,9 тис. співробітників.
Piraeus Bank Group пропонує повний спектр фінансових послуг і сервісів 5,5 млн. клієнтам у Греції. Станом на середину 2020 року загальні активи Групи Піреус Банку складали 64,4 млрд. євро, кредитний портфель становив 37,1 млрд євро, а обсяг депозитів клієнтів досяг 45,5 млрд євро. 
Станом на 2020 рік Піреус Банк є одним з найбільших банків Греції, його частка на кредитному ринку складала 30%, а на ринку депозитів 29%.